# Сіліштя (Вітенешть, Телеорман)
Сіліштя (рум. Siliștea) — село у повіті Телеорман в Румунії. Входить до складу комуни Вітенешть.
Село розташоване на відстані 70 км на південний захід від Бухареста, 11 км на схід від Александрії, 137 км на схід від Крайови.

## Населення
За даними перепису населення 2002 року у селі проживали 719 осіб. Рідною мовою 718 осіб (99,9%) назвали румунську.
Національний склад населення села:
| Національність | Кількість осіб | Відсоток |
| -------------- | -------------- | -------- |
| румуни         | 708            | 98,5%    |
| цигани         | 10             | 1,4%     |